# 阿瑟尔别克·热恩别科夫

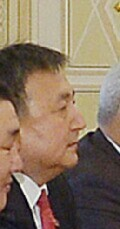

阿瑟尔别克·沙里波维奇·热恩别科夫（1963年8月27日—），吉尔吉斯斯坦政治家。2011年当选第六届吉尔吉斯斯坦最高议会议长。2016年4月13日，其兄长索隆拜·热恩别科夫被推选出任新总理，他为避嫌，辞去议长职务。